# Autonome prefectuur
Een autonome prefectuur is een prefectuur in de Volksrepubliek China waar veel niet-Han-Chinezen wonen. Het is een autonoom gebied.
De autonome prefectuuren van China zijn:
In de provincie Gansu:
- Autonome Tibetaanse Prefectuur Gannan
- Autonome Hui Prefectuur Linxia

In de provincie Guizhou:
- Autonome Miao & Dong prefectuur Qiandongnan
- Autonome Buyei & Miao prefectuur Qiannan
- Autonome Buyei & Miao prefectuur Qianxinan

In de provincie Hubei:
- Autonome Tujia & Miao prefectuur Enshi

In de provincie Hunan:
- Xiangxi Tujia en Miao Autonome Prefectuur

In de provincie Jilin:
- Autonome Koreaanse Prefectuur Yanbian

In de provincie Qinghai:
- Autonome Tibetaanse Prefectuur Haibei
- Autonome Tibetaanse Prefectuur Huangnan
- Autonome Tibetaanse Prefectuur Hainan
- Autonome Tibetaanse Prefectuur Golog
- Autonome Tibetaanse Prefectuur Yushu
- Autonome Mongoolse en Tibetaanse Prefectuur Haixi

In de provincie Sichuan:
- Autonome Tibetaanse & Qiang Prefectuur Ngawa
- Autonome Tibetaanse Prefectuur Garzê
- Autonome Yi Prefectuur Liangshan

In de provincie Yunnan:
- Autonome Yi Prefectuur Chuxiong
- Autonome Bai Prefectuur Dali
- Autonome Dai en Jingpo Prefectuur Dehong
- Autonome Tibetaanse Prefectuur Dêqên
- Autonome Hani en Yi Prefectuur Honghe
- Autonome Lisu Prefectuur Nujiang
- Autonome Zhuang en Miao Prefectuur Wenshan
- Autonome Dai Prefectuur Xishuangbanna

In de autonome regio Xinjiang (Sinkiang)
- Autonome Hui Prefectuur Changji
- Autonome Mongoolse Prefectuur Bortala
- Autonome Mongoolse Prefectuur Bayin'gholin
- Autonome Kirgizische Prefectuur Kizilsu
- Autonome Kazachaanse Prefectuur Ili